# ناشوشکوویتسا
ناشوشکوویتسا (به صربی: Našuškovica) یک منطقهٔ مسکونی در صربستان است که در Opština Babušnica واقع شده‌است. ناشوشکوویتسا ۲۹۵ نفر جمعیت دارد.